# Rajd Elmot 2008
Rezultaty Rajdu Elmot (36. Rajd Elmot-Remy), 3. rundy Rajdowych Samochodowych Mistrzostw Polski w 2008 roku, który odbył się w dniach 9-10 maja:

## Wyniki
| Miejsce | Kierowca             | Pilot              | Samochód                 | Grupa-Klasa | Czas      | Strata |
| ------- | -------------------- | ------------------ | ------------------------ | ----------- | --------- | ------ |
| 1.      | Bryan Bouffier       | Xavier Panseri     | Peugeot 207 S2000        | S2000       | 1:28:40.5 |        |
| 2.      | Kajetan Kajetanowicz | Maciej Wisławski   | Mitsubishi Lancer Evo IX | N-4         | 1:29:23.0 | 42.5   |
| 3.      | Michał Sołowow       | Maciej Baran       | Peugeot 207 S2000        | S2000       | 1:29:27.7 | 47.2   |
| 4.      | Michał Kościuszko    | Maciej Szczepaniak | Peugeot 207 S2000        | S2000       | 1:29:45.1 | 1:04.6 |
| 5.      | Leszek Kuzaj         | Robert Hundla      | Subaru Impreza N14       | N-4         | 1:29:54.4 | 1:13.9 |
| 6.      | Grzegorz Grzyb       | Przemysław Mazur   | Fiat Grande Punto S2000  | S2000       | 1:29:56.4 | 1:15.9 |
| 7.      | Sebastian Frycz      | Jacek Rathe        | Subaru Impreza N14       | N-4         | 1:31:31.4 | 2:50.9 |
| 8.      | Michał Bębenek       | Grzegorz Bębenek   | Mitsubishi Lancer Evo IX | N-4         | 1:31:33.5 | 2:53.0 |
| 9.      | Tomasz Czopik        | Łukasz Wroński     | Mitsubishi Lancer Evo IX | N-4         | 1:31:51.0 | 3:10.5 |
| 10.     | Paweł Dytko          | Łukasz Dytko       | Mitsubishi Lancer Evo IX | N-4         | 1:32:14.4 | 3:33.9 |